# Кузяково (Татарстан)
Кузя́ково (тат. Куҗак) — деревня в Сармановском районе Республики Татарстан, в составе Старомензелябашского сельского поселения.

## География
Деревня расположена на левом притоке реки Мензеля, в 19 километрах к югу от районного центра — села Сарманово.

## История
В «Списке населенных мест по сведениям 1870 года», изданном в 1877 году, населённый пункт упомянут как деревня Кузяк 2-го стана Мензелинского уезда Уфимской губернии. Располагалась при речке Кузяке, по левую сторону коммерческого тракта из Бирска в Мамадыш, в 80 верстах от уездного города Мензелинска и в 8 верстах от становой квартиры в селе Александровское (Кармалы). В деревне, в 63 дворах жили 385 человек (188 мужчин и 197 женщин, татары), была мечеть. Жители занимались земледелием, скотоводством.

## Население
| 1870 | 1897 | 1912 | 1920 | 1926 | 1938 | 1949 |
| ---- | ---- | ---- | ---- | ---- | ---- | ---- |
| 385  | ↗636 | ↗739 | ↘737 | ↘620 | ↘607 | ↘410 |
| 1958 | 1970 | 1979 | 1989 | 2002 | 2010 | 2011 |
| ↘401 | ↗475 | ↘377 | ↘231 | ↗239 | ↘185 | ↗205 |

| 2021 |
| ---- |
| 216  |

Национальный состав села — татары (91%).

## Инфраструктура
Действуют дом культуры, библиотека (с 1955 г.), фельдшерско-акушерский пункт.

## Религия
Мечеть «Иман нуры» (с 2013 г.). 